# 香港三部曲
《香港三部曲：開門見山、愚公移山、後悔莫及》是一部於2015年上映的香港電影，由杜可風自編自導自攝。《香港三部曲：開門見山、愚公移山、後悔莫及》 是一部講述香港蛻變的故事，由三代人：孩童、年青人和老年人交織而成。杜可風希望藉由這部電影，為多年來給他電影靈感的香港作一個致敬。製作過程中，他放棄撰寫劇本，甚至起用真實人物。

## 故事大綱
第一部《開門見山》中，「小紅帽」觀察她兄長的劣行和父母的爭執後，向耶穌、佛祖、哈弗奎師那和象神祈禱，她問道：「為何世界上有那麼多神祇﹖是否真的有那麼多人需要神來打救﹖」
九月下旬，雨傘革命開始之後，杜可風深受佔領區的活力與社區意識所觸動，遂把香港三部曲中的第二部《愚公移山》取景於金鐘帳篷區，講述80後、90後年青人的生活及夢想。
最後一部曲《後悔莫及》，描寫踏入暮年的一群，他們正值五十來歲，片內其中一部份老人家登上叮叮電車參加相親速配約會，亦有醉酒佬墮進石澳海中。

## 創作理念
「我們的出發點是想讓香港自己發聲。」本片監製孫明莉說。製作期間她負責訪問片中的人物，而這些訪問中的對話便成為片中的旁述，成為有連貫性的故事。所有電影裡的人物都並非演員，而是演活自己。 「訪問的過程非常關鍵的 。我們給他們一個安全的空間來發揮心裡的想法，心底的秘密。所以，過去幾個月發生的事，推動我們完成這項計劃，把電影回饋給在這個城市生活的人，因為他們才是這部電影的真正創作者。」
杜可風常把電影比喻為爵士舞。他與演員即興創作舞步，透過發問、順應演員的自然演繹和香港的荒謬現況，一步步為影片「定型」。他當年與王家衛製作《重庆森林》時也是沿用這種非傳統的方式：「完全沒有劇本... 我們起用我們信任的人，為他們安排一個安全的空間，便進行拍攝。這樣創作的結果，少了一份「電影導演」看世界的目光，取而代之，在更真實和民主的基礎上，不論抱持哪種觀點的人－黄絲帶、藍絲帶或其他－都能充份被給予應有的空間和尊重。

## 群眾集資
監製孫明莉相信使用群眾集資方式拍片，能達到他們的創作目的。Kickstarter的平台，能為杜可風和他的粉絲及關心香港的朋友拉近距離，成立一個直接的關係。它邀請有意支持項目的朋友參與創作的過程。目標在三十日內籌集15萬美元拍峻電影，並於2015年一月七日開始於Kickstarter網頁內進行資金募集。集資得來的款項將用於聘請攝製隊、租用場地及器材和美術設計等方面，拍攝團隊還需要把餘下的《愚公移山》及《後悔莫及》拍峻，才能完成整部香港三部曲。

## 電影節放映
- 多倫多國際電影節 當代世界電影單元（世界首映）：2015年9月20日

- 釜山國際電影節 紀錄片廣角單元（亞洲首映）：2015年10月4日

- 舊金山國際電影節：2016年4月22日